# Love, Death & Robots
Love, Death & Robots (ook wel geschreven als Love Death + Robots)  is een Amerikaanse, digitaal geanimeerde anthologieserie. De reeks werd ontwikkeld voor een volwassen doelpubliek en ging op 15 maart 2019 in première op streamingdienst Netflix.

## Voorgeschiedenis
In maart 2008 raakte bekend dat David Fincher plannen had om samen met onder meer Tim Miller en Kevin Eastman acht korte animatiefilms te regisseren en produceren die gebaseerd waren op en/of geïnspireerd door het striptijdschrift Heavy Metal. Het tijdschrift, dat gebaseerd was op het Franstalig magazine Métal hurlant en uit erotische en gewelddadige sciencefiction- en fantasystrips bestond, was eerder al verfilmd als Heavy Metal (1981) en Heavy Metal 2000 (2000).
Het was de bedoeling dat de diverse korte films door verschillende filmmakers geregisseerd zouden worden en samen een anthologiefilm zouden vormen. Paramount Pictures was aanvankelijk bij het project betrokken, maar zette het in juli 2009 stop.
Het project werd vervolgens aan andere studio's voorgesteld. In september 2008 werden ook Zack Snyder, Guillermo del Toro en Gore Verbinski aan het project gelinkt. In 2010 probeerde Fincher zijn plannen nieuw leven in te blazen en werd er bericht dat ook James Cameron interesse toonde in het regisseren van een korte animatiefilm.
In 2011 belandden de filmrechten op Heavy Metal bij Robert Rodriguez. Enkele jaren later raakte bekend dat Rodriguez het striptijdschrift wilde omvormen tot een televisieserie.

## Productie
Omdat geen enkele traditionele filmstudio het licht op groen zette voor hun animatie-anthologiefilm trokken Fincher en Miller met hun idee naar Netflix. Fincher had eerder al de dramaseries House of Cards en Mindhunter voor de streamingdienst ontwikkeld.
Love Death + Robots is een verzameling van korte animatiefilms die hoofdzakelijk een combinatie zijn van sciencefiction, fantasy, horror en zwarte humor en focussen op volwassen thema's als racisme, oorlog, vrije wil en de menselijke natuur. De productie kan beschouwd worden als een uitloper van het Heavy Metal-filmproject dat David Fincher en Tim Miller eind jaren 2000 probeerden te lanceren. Volgens Miller werden de korte verhalen geïnspireerd door de oude horrorfilms, stripverhalen, boeken en fantasytijdschriften die in zijn jeugd tot de nerdcultuur gerekend werden en waar hij in de jaren 1970 mee was opgroeid. De reeks werd ontwikkeld door verschillende animatiestudio's, waaronder Millers productiebedrijf Blur Studio.
Er werden achttien korte films ontwikkeld, in zowel 2D als hyperrealistische 3D. Een groep van internationale filmmakers werkte aan het project mee. Ook acteurs Topher Grace, Mary Elizabeth Winstead, Samira Wiley en Gary Cole werkten aan het project mee.
In juni 2019 werd het tweede seizoen aangekondigd en werd Jennifer Yuh Nelson in dienst genomen als leidinggevend producente.

## Afleveringen

### Volume 1 (2019)
| Nr. in serie | Nr. in seizoen | Titel                 | Regie                                                     | Scenario        | Gebaseerd op kort verhaal van | Release       |
| 1            | 1              | "Sonnie's Edge"       | Dave Wilson                                               | Philip Gelatt   | Peter F. Hamilton             | 15 maart 2019 |
| 2            | 2              | "Three Robots"        | Victor Maldonado, Alfredo Torres                          | Philip Gelatt   | John Scalzi                   | 15 maart 2019 |
| 3            | 3              | "The Witness"         | Alberto Mielgo                                            | Alberto Mielgo  |                               | 15 maart 2019 |
| 4            | 4              | "Suits"               | Franck Balson                                             | Philip Gelatt   | Steven Lewis                  | 15 maart 2019 |
| 5            | 5              | "Sucker of Souls"     | Owen Sullivan                                             | Philip Gelatt   | Kirsten Cross                 | 15 maart 2019 |
| 6            | 6              | "Yogurt"              | Victor Maldonado, Alfredo Torres                          | Janis Robertson | John Scalzi                   | 15 maart 2019 |
| 7            | 7              | "Aquila Rift"         | Léon Bérelle, Dominique Boidin, Rémi Kozyra, Maxime Luère | Philip Gelatt   | Alastair Reynolds             | 15 maart 2019 |
| 8            | 8              | "Good Hunting"        | Oliver Thomas                                             | Philip Gelatt   | Ken Liu                       | 15 maart 2019 |
| 9            | 9              | "The Dump"            | Javier Recio Gracia                                       | Philip Gelatt   | Joe Lansdale                  | 15 maart 2019 |
| 10           | 10             | "Shape-Shifters"      | Gabriele Pennacchioli                                     | Philip Gelatt   | Marko Kloos                   | 15 maart 2019 |
| 11           | 11             | "Helping Hand"        | Jon Yeo                                                   | Philip Gelatt   | Claudine Griggs               | 15 maart 2019 |
| 12           | 12             | "Fish Night"          | Damian Nenow                                              | Philip Gelatt   | Joe Lansdale                  | 15 maart 2019 |
| 13           | 13             | "Lucky 13"            | Jerome Chen                                               | Philip Gelatt   | Marko Kloos                   | 15 maart 2019 |
| 14           | 14             | "Zima Blue"           | Robert Valley                                             | Philip Gelatt   | Alastair Reynolds             | 15 maart 2019 |
| 15           | 15             | "Blind Spot"          | Vitaliy Shushko                                           | Vitaliy Shushko |                               | 15 maart 2019 |
| 16           | 16             | "Ice Age"             | Tim Miller                                                | Philip Gelatt   | Michael Swanwick              | 15 maart 2019 |
| 17           | 17             | "Alternate Histories" | Victor Maldonado, Alfredo Torres                          | Philip Gelatt   | John Scalzi                   | 15 maart 2019 |
| 18           | 18             | "Secret War"          | István Zorkóczy                                           | Philip Gelatt   | David W. Amendola             | 15 maart 2019 |

### Volume 2 (2021)
| Nr. in serie | Nr. in seizoen | Titel                        | Regie                                                     | Scenario               | Gebaseerd op kort verhaal van | Release     |
| 19           | 1              | "Automated Customer Service" | Meat Dept                                                 | John Scalzi, Meat Dept | John Scalzi                   | 14 mei 2021 |
| 20           | 2              | "Ice"                        | Robert Valley                                             | Philip Gelatt          | Rich Larson                   | 14 mei 2021 |
| 21           | 3              | "Pop Squad"                  | Jennifer Yuh Nelson                                       | Philip Gelatt          | Paolo Bacigalupi              | 14 mei 2021 |
| 22           | 4              | "Snow in the Desert"         | Leon Berelle, Dominique Boidin, Remi Kozyra, Maxime Luere | Philip Gelatt          | Neal Asher                    | 14 mei 2021 |
| 23           | 5              | "The Tall Grass"             | Simon Otto                                                | Philip Gelatt          | Joe Lansdale                  | 14 mei 2021 |
| 24           | 6              | "All Through the House"      | Elliot Dear                                               | Philip Gelatt          | Joachim Heijndermans          | 14 mei 2021 |
| 25           | 7              | "Life Hutch"                 | Alex Beaty                                                | Philip Gelatt          | Harlan Ellison                | 14 mei 2021 |
| 26           | 8              | "The Drowned Giant"          | Tim Miller                                                | Tim Miller             | J.G. Ballard                  | 14 mei 2021 |